# استفن سوم مولدووا
شتِفان سوم مولدووا (رومانیایی: Ștefan cel Mare؛ ۱۴۳۳ – ۲ ژوئیهٔ ۱۵۰۴) شاهزاده‌ای اهل مولدووا بود. وی همچنین از قدیسان به شمار می‌رود.